# Seemannia sylvatica
Seemannia sylvatica là một loài thực vật có hoa trong họ Tai voi. Loài này được Baill. miêu tả khoa học đầu tiên.

## Hình ảnh

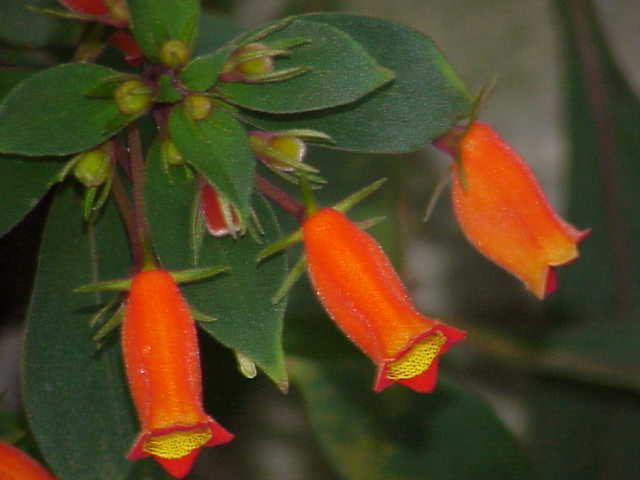
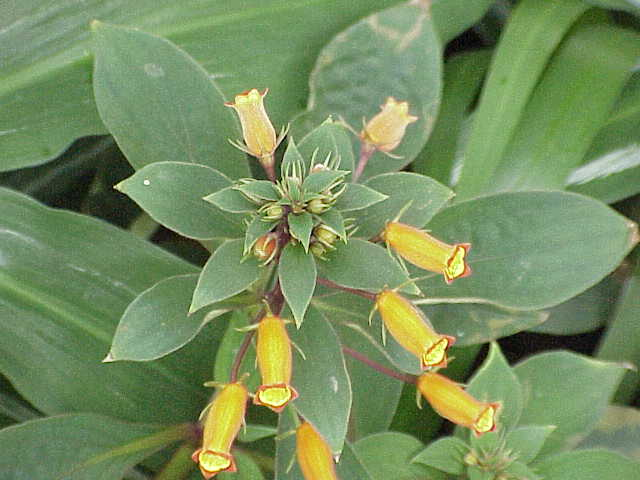
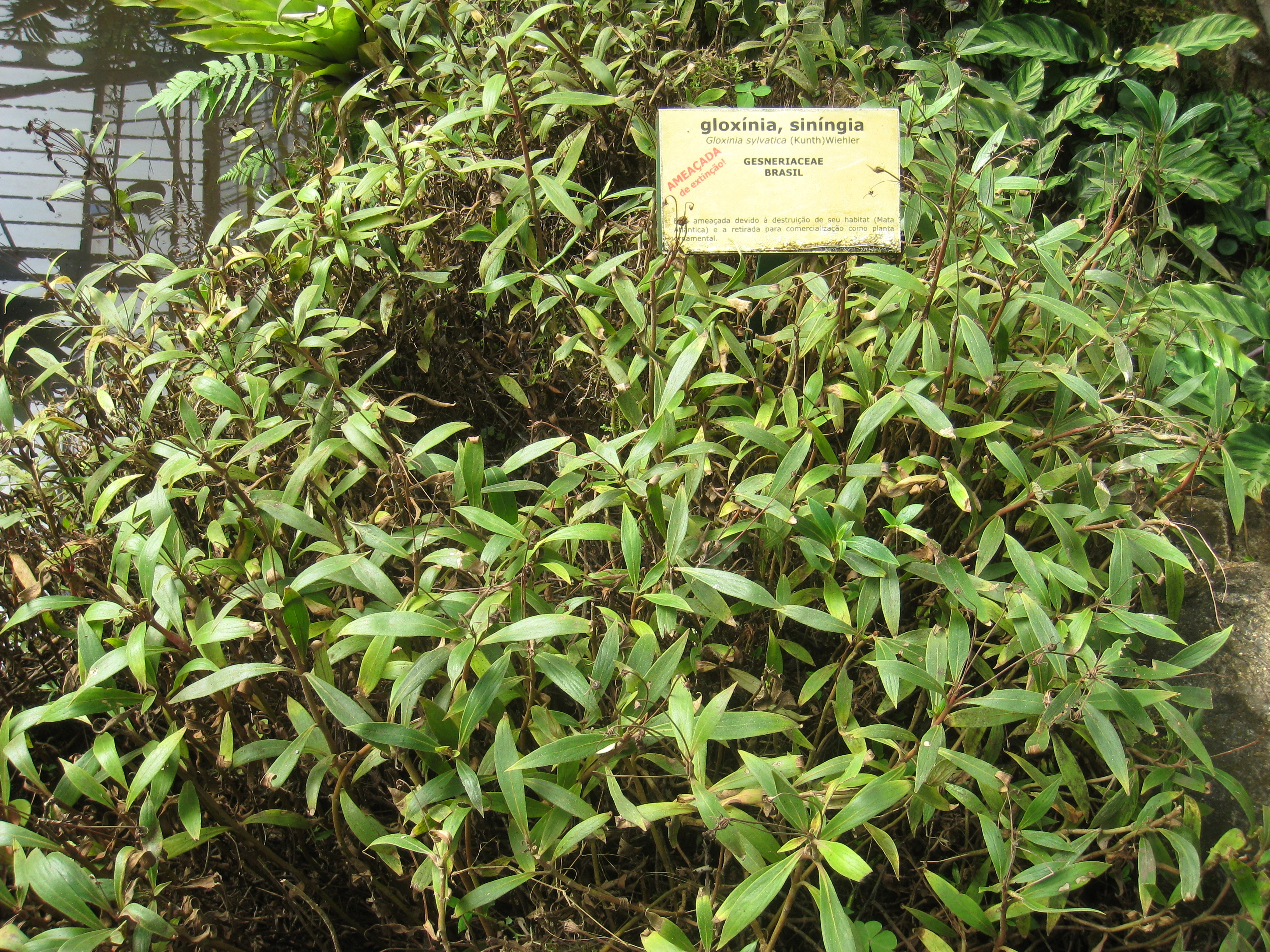
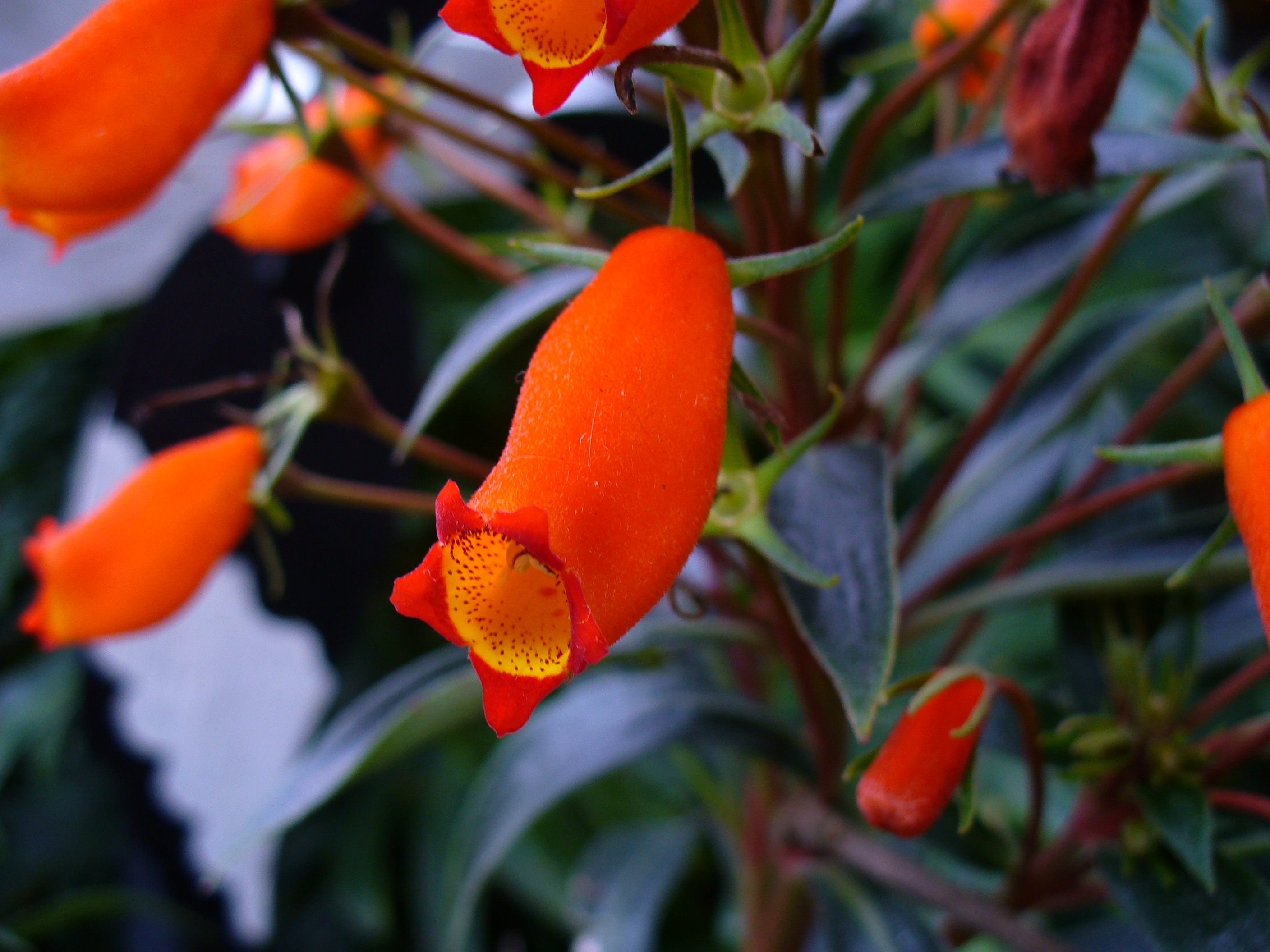